# نوئل کینگزبری
نوئل کینگزبری (انگلیسی: Noel Kingsbury؛ زادهٔ ۱ ژانویهٔ ۲۰۰۰) باغبان، و نویسنده غیر داستانی اهل بریتانیا است.